# Dublin Mid-West
Dublin Mid West is een kiesdistrict in de Republiek Ierland voor de verkiezingen voor Dáil Éireann. Het district is gevormd voor de verkiezingen in 2002. Het district bestaat uit de westelijke buitenwijken van Dublin en een deel van het platteland van het graafschap Dublin. Bij de laatste herindeling in 2004 werd  het district iets vergroot, waardoor er nu 4 zetels te kiezen zijn. Bij de verkiezingen in 2007 woonden er 61.247 kiesgerechtigden in Dublin Mid West.
Labour wist de extra zetel te halen. Fianna Fáil, de Ierse Groenen en de Progressive Democrats wisten hun zetel te behouden. Voor de Progressive Democrats was dat een meevaller, de partij werd landelijk vrijwel weggevaagd.
Bij de verkiezingen in 2016 verloor Labour beide zetels, Fianna Fáil, Fine Gael en Sinn Féin haalden alle drie 1 zetel, terwijl de laatste werd gewonnen door de lijst PBP.

## Referendum
Bij het abortusreferendum in 2018 stemde in het kiesdistrict 73,3% van de opgekomen kiezers voor afschaffing van het abortusverbod in de grondwet.